# Tumbesia
Genre
Tumbesia est un genre d'opilions laniatores de la famille des Gonyleptidae.

## Distribution
Les espèces de ce genre sont endémiques  du Chili.

## Liste des espèces
Selon World Catalogue of Opiliones (15/09/2021) :
- Tumbesia aculeata Roewer, 1930
- Tumbesia fuliginosa Loman, 1899

## Publication originale
- Loman, 1899  : « Die Opilioniden der Sammlung Plate. » Zoologische Jahrbücher, Supplement 5, Fauna Chilensis, Zweiter Band, p. 1–14.